# Волчанський сільський округ
Волча́нський сільський округ (каз. Волчанка ауылдық округі, рос. Волчанский сельский округ) — адміністративна одиниця у складі Шемонаїхинського району Східноказахстанської області Казахстану. Адміністративний центр — село Волчанка.
Населення —  (2021; 2174 у 2009, 3126 у 1999, 3323 у 1989).
Станом на 1989 рік існувала Волчанська сільська рада (села Березовка, Велика Річка, Веселово, Волчанка, Зауба, Кандиковка, Крюковка, Моїсеєвка, Трьохгорне). 1998 року село Зауба було передане до складу Верх-Убинського сільського округу. 2014 року ліквідовано села Моїсеєвка та Трьохгорне.

## Склад
До складу округу входять такі населені пункти:
| Населений пункт    | Старі назви | Населення, осіб (1989) | Населення, осіб (1999) | Населення, осіб (2009) | Населення, осіб (2021) |
| ------------------ | ----------- | ---------------------- | ---------------------- | ---------------------- | ---------------------- |
| Березовка, село    | -           | 347                    | 317                    | 274                    | 161                    |
| Велика Річка, село | -           | 597                    | 676                    | 543                    | 406                    |
| Веселово, село     | -           | 96                     | 10                     | -                      | -                      |
| Волчанка, село     | -           | 1297                   | 1132                   | 1006                   | 865                    |
| Кандиковка, село   | -           | 345                    | 275                    | 130                    | 76                     |
| Крюковка, село     | -           | 273                    | 247                    | 146                    | 86                     |
| Моїсеєвка, село    | -           | 138                    | 133                    | 21                     | -                      |
| Трьохгорне, село   | -           | 230                    | 137                    | 54                     | -                      |